# Alexander Os

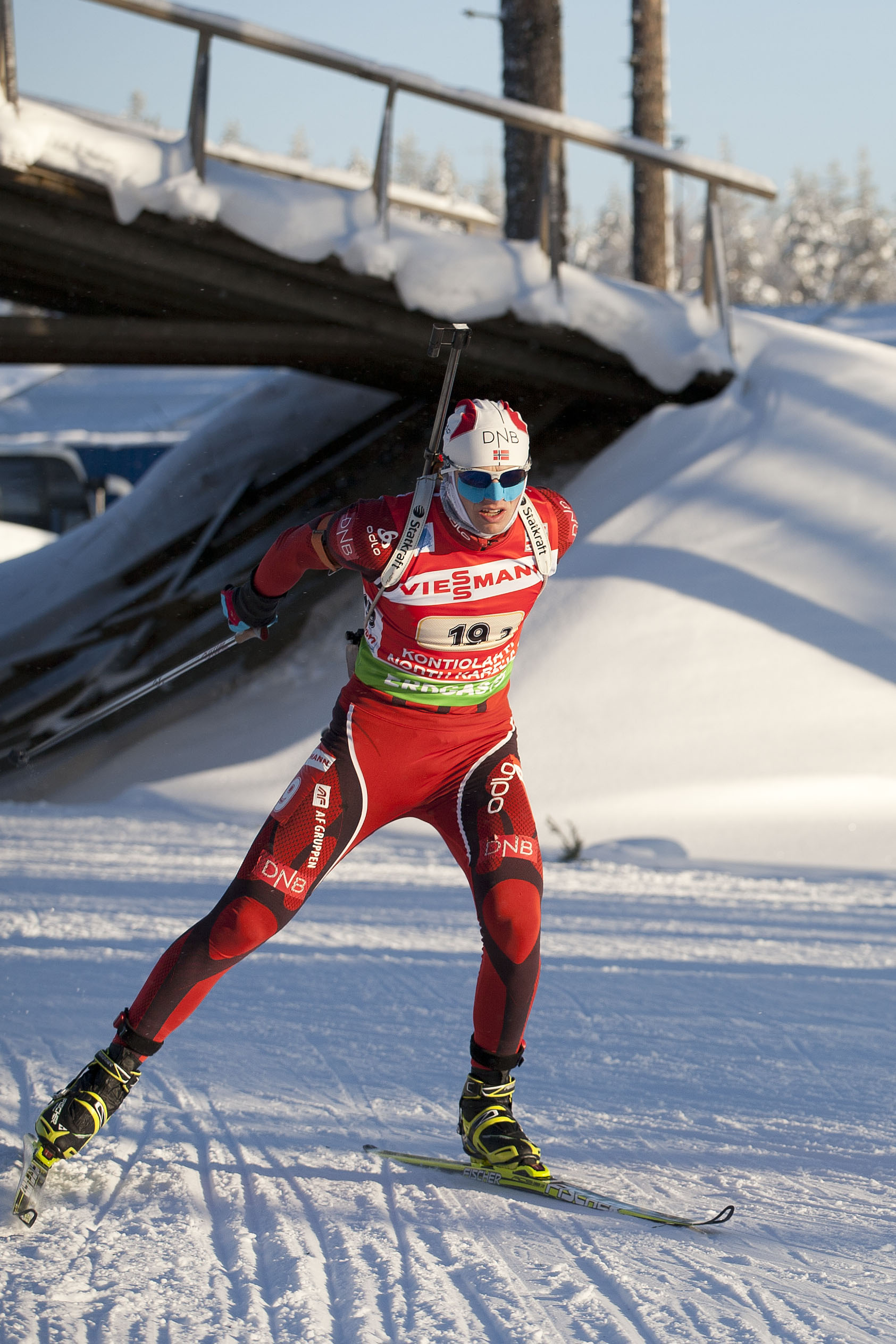
Os in Kontiolahti (10 februari 2012)

Alexander Os (Fauske, 21 januari 1980) is een Noorse biatleet. Hij vertegenwoordigde zijn vaderland op de Olympische Winterspelen 2010 in Vancouver.

## Carrière
Os maakte zijn wereldbekerdebuut in januari 2003 in Oberhof. Zijn eerste wereldbekerpunten scoorde hij in december 2004 dankzij een negende plaats in Beitostölen, in maart 2007 stond de Noor in Lahti voor de eerste maal in zijn carrière op het podium van een wereldbekerwedstrijd. In Östersund nam Os deel aan wereldkampioenschappen biatlon 2008. Op dit toernooi eindigde hij als eenenveertigste op de 20 kilometer individueel, samen met Anne Ingstadbjørg, Julie Bonnevie-Svendsen en Rune Brattsveen eindigde hij als achtste op de gemengde estafette. Op de wereldkampioenschappen biatlon 2009 in Pyeongchang veroverde de Noor de bronzen medaille op de 12,5 kilometer achtervolging, een dag eerder was hij als vierde geëindigd op de 10 kilometer sprint. Tijdens de Olympische Winterspelen van 2010 in Vancouver eindigde Os als achtentwintigste op de 20 kilometer individueel.
In Chanty-Mansiejsk nam de Noor deel aan de wereldkampioenschappen biatlon 2011. Op dit toernooi eindigde hij als drieënveertigste op de 20 kilometer individueel, op de 4×7,5 kilometer estafette legde hij samen met Ole Einar Bjørndalen, Emil Hegle Svendsen en Tarjei Bø beslag op de wereldtitel.

## Resultaten

### Olympische Spelen
| Jaar | Plaats    | Resultaten            |
| ---- | --------- | --------------------- |
| 2010 | Vancouver | 28e 20 km individueel |

### Wereldkampioenschappen
| Jaar | Plaats           | Resultaten                                                      |
| ---- | ---------------- | --------------------------------------------------------------- |
| 2008 | Östersund        | 41e 20 km individueel 8e 4×7,5 km estafette                     |
| 2009 | Pyeongchang      | 28e 20 km individueel · 4e 10 km sprint · 12,5 km achtervolging |
| 2011 | Chanty-Mansiejsk | 43e 20 km individueel · 4×7,5 km estafette                      |

### Wereldbeker
Eindklasseringen
| Seizoen   | Algemeen      | Individueel   | Sprint        | Achtervolging | Massastart    |
| --------- | ------------- | ------------- | ------------- | ------------- | ------------- |
| 2004/2005 | 34e           | -             | 30e           | 28e           | 29e           |
| 2005/2006 | 40e           | -             | 44e           | 28e           | -             |
| 2006/2007 | 34e           | 60e           | 33e           | 25e           | 40e           |
| 2007/2008 | 24e           | -             | 19e           | 14e           | 36e           |
| 2008/2009 | 13e           | 11e           | 6e            | 13e           | 23e           |
| 2009/2010 | 19e           | 10e           | 21e           | 37e           | 16e           |
| 2010/2011 | 28e           | 37e           | 30e           | 19e           | 25e           |
| 2011/2012 | 89e           | -             | -             | 64e           | -             |
| 2012/2013 | Geen deelname | Geen deelname | Geen deelname | Geen deelname | Geen deelname |
| 2013/2014 | 68e           | -             | 76e           | 59e           | -             |
| 2014/2015 | 35e           | -             | 33e           | 35e           | 37e           |
| 2015/2016 | 54e           | -             | 46e           | 59e           | 43e           |

Wereldbekerzeges
| Nr.        | Datum            | Plaats      | Onderdeel          |
| Estafettes | Estafettes       | Estafettes  | Estafettes         |
| ---------- | ---------------- | ----------- | ------------------ |
| 1.         | 9 december 2007  | Hochfilzen  | 4x7,5 km estafette |
| 2.         | 4 januari 2008   | Oberhof     | 4x7,5 km estafette |
| 3.         | 2 maart 2008     | Pyeongchang | Gemengde estafette |
| 4.         | 15 januari 2009  | Ruhpolding  | 4x7,5 km estafette |
| 5.         | 12 december 2010 | Hochfilzen  | 4x7,5 km estafette |

## Trivia
- Alexander Os is een van de weinige linkshandige schutters in de biatlonwereld. Hoewel hij rechtshandig is schiet hij met links, omdat zijn rechteroog verminderd gezichtsvermogen heeft.